# مگس خربزه
مگس خربزه مگسی از تیره مگس‌های میوه است. این مگس از آفت‌های جدی کشاورزی بویژه در هاوایی است.

## شناسایی

### مگس بالغ
طول مگس خربزه بالغ ۶ الی ۸ میلیمتر است. ویژگیهای متمایزش مدل بال‌ها، سومین بخش شاخک‌دار درازش ،سطح پشتی زرد مایل به قرمزِ  سینه با نشانه‌های زرد روشن و سر زرد با نقطه‌های سیاه رنگ است.

### تخم
تخمش بیضوی، حدود ۲ میلیمتر درازا دارد و رنگ آن کاملاً سفید است. سطح شکمی آن تقریباً صاف است و سطح پشتی آن بیشتر محدب است. تخم‌ها از نظر طولی تقریباً خمیده هستند.

### لارو
لارو مثل کرم حشره استوانه‌ای‌شکل، کشیده، با بخش جلویی که در انتها باریک شده و بخش شکمی تا حدودی منحنی است. قلاب دهنی جلویی دارد، نواحی شکمی دوکی‌شکل و دم پهن دارد. طول لارو در آخرین مرحله قبل از تبدیل به مگس از ۷٫۵ تا ۱۱٫۵ میلیمتر متغیر است. شکم در بخش ۲ تا ۱۱ نواحی دوکی‌شکل دارد.

### شفیره
رنگ شفیره از قرمز تیره یا زرد متمایل به قهوه‌ای تا سفید تیره متغیر است و طولش ۵ تا ۶میلیمتر است.